# Cada vez que digo adiós
Cada vez que digo adiós es una canción interpretada por la banda argentina de rock Enanitos Verdes, compuesta por Marciano Cantero y Daniel Piccolo en 1986, originalmente  incluida en su segundo álbum de estudio titulado Contra reloj.

## Historia y antecedentes
La canción, que forma parte de su álbum "Contrareloj", fue escrita en 1986 y trata sobre la despedida de una persona. La historia detrás de la canción se atribuye a la despedida de un miembro de la banda de su madre para emprender un viaje en busca de sus sueños. La canción se convirtió rápidamente en otro éxito más del disco y en toda América Latina.

## Premios y nominaciones
| Año  | Publicación | País | Lista                                 | Puesto |
| ---- | ----------- | ---- | ------------------------------------- | ------ |
| 2006 | Alborde     | EUA  | 500 canciones del Rock Iberoamericano | 9°     |